# Colocleora splendens
Colocleora splendens là một loài bướm đêm trong họ Geometridae.